# رسالة كليمانت الثانية
رسالة كليمانت الثانية أو رسالة أكليمندس الثانية باللغة الإغريقية (Κλήμεντος πρὸς Κορινθίους,) هي كتابة مسيحية مبكرة. في مرحلة معينة، اعتبرتها الكنيسة القبطية الأرثوذكسية قانونية.

## المولف
لا يعرف من كتب رسالة كليمانت الثانية، لكن معظم العلماء يعتقدون أنه لم يكن نفس مؤلف كليمندس الاولى. أولاً، تختلف المفردات والأسلوب وبناء الجملة اختلافًا كبيرًا. في حين أن الدساتير الرسولية (8.5.47) تشير إلى أن كليمندس الأول والثاني كتبا من قبل نفس المؤلف، قبل قرن من الزمان، شكك يوسابيوس في تأليف كليمندس الثاني (التاريخ الكنسي، 3.38.4). يكتب جيفورد: "من المتفق عليه عمومًا أن المؤلف لم يكن هو نفس الشخص الذي كتب كليمنت الاولى.

## تاريخ كتابتها
من المحتمل جدًا أن يكون النص قد كتب حوالي عام 150 م

## وصلات خارجية
كليمانت الثانية